# Tom Bogaard
Tom Bogaard, född 1965 i Delft i Nederländerna, är en nederländsk-svensk bildkonstnär, som har utbildat sig vid Academie voor Beeldende Kunsten vid Rijkshogeschool Maastricht 1983-1986 och vid Kungliga Konsthögskolan i Stockholm 1989-1991.
Han har gjort utsmyckning av offentliga miljöer, så som det nya polishuset i Helsingborg 2006.